# Roger Lemerre
Roger Lemerre (Bricquebec, Manche, 18 de juny de 1941) és un exfutbolista i entrenador de futbol francès.
La seva carrera com a jugador professional va abastar 15 temporades, des de 1961 a 1975: entre 1961 i 1969 va jugar per al Club Sportif Sedan Ardennes, després es traslladà al Nantes (1968-1971), Nancy (1971-1973) i Lens (1973-1975).
Ha estat seleccionador de diverses seleccions, entre les quals França, Tunísia i el Marroc. Amb la selecció de futbol de França es va coronar campió europeu de nacions en l'Eurocopa 2000.
El 23 de desembre de 2009 signà com a entrenador de l'Ankaragücü de la Superlliga de Turquia.